# 宇仁貫三
宇仁 貫三（うに かんぞう、1940年11月21日 - 2019年1月10日）は、日本の殺陣師、俳優である。兵庫県尼崎市出身。

## 人物
高校を卒業後、宝塚映画製作所に入り、俳優として修行する。黒澤明監督作品などの映画出演を経て、殺陣師久世竜の弟子となる。三船プロダクションに籍を置いた後独立し、時代劇と現代劇の映画・舞台・テレビドラマを多く手掛ける。剣道2段、居合道2段の腕前を持つ。
弟子に寺島進がいる。
長年東京の撮影所作品での担当が多かったが、東宝の作品を長年監督していた高瀬昌弘が松竹京都で鬼平を撮影するにあたり、「太陽にほえろ!」や「江戸シリーズ」などで共に仕事をした宇仁を東京から呼びよせ、以降「剣客商売」などの松竹撮影所の作品にも関与している。
2019年1月10日、肺癌のため死去。78歳没。

## エピソード
- 宇仁は二十代で三船敏郎と知り合い、後に三船プロに所属するが、独立した後も共に仕事を行い三船の晩年まで活動を共にした。三船と一緒に仕事をしたエピソードの一つとして、殺陣の撮影では三船の眼光の鋭さや迫力に押されてなかなか斬りにいけなかったという。[3]
- 全盛期はスケジュール調整が困難を極め、制作が用意したヘリコプターで京都を移動したという。

## 出演

### 映画
- 斬る（1968年、東宝）

### テレビドラマ
- 盤嶽の一生 第5話「落としもの」（2002年、フジテレビ）
- 剣客商売 第5シリーズ 第8話「鰻坊主」（2004年） - 船頭